# Diego Hidalgo (tenista)
Diego Hidalgo (Guayaquil, 18 de abril de 1993) es un tenista ecuatoriano. Sus mejores resultados los ha conseguido en dobles, especialidad en la que ha ganado varios títulos en los circuitos Challenger e ITF, y en donde alcanzó su mejor ranking ATP al llegar al puesto nro.61. En individuales solo ostenta dos títulos ITF. 
Debutó con el equipo ecuatoriano de Copa Davis en febrero del 2012 en dobles.

## Títulos ATP (0; 0+0)

### Dobles (0)
| Leyenda                         |
| Grand Slam (0)                  |
| ATP Wourld Tour Finals (0)      |
| ATP Masters 1000 World Tour (0) |
| ATP World Tour 500 series (0)   |
| ATP World Tour 250 series (0)   |

#### Finalista (1)
| N.º | Fecha               | Torneos  | Superficie | Pareja           | Oponentes en la final       | Resultado |
| --- | ------------------- | -------- | ---------- | ---------------- | --------------------------- | --------- |
| 1.  | 29 de junio de 2024 | Mallorca | Hierba     | Alejandro Tabilo | Julian Cash Robert Galloway | 4-6, 4-6  |

## Títulos Challenger; 13 (0 + 13)
| Leyenda             | Individuales | Dobles |
| ------------------- | ------------ | ------ |
| ATP Challenger Tour | 0            | 13     |

### Dobles
| N.º | Fecha      | Torneo                          | Superficie    | Compañero                 | Oponentes en la final                    | Resultado             |
| --- | ---------- | ------------------------------- | ------------- | ------------------------- | ---------------------------------------- | --------------------- |
| 1.  | 04.08.2019 | Challenger de Lexington         | Dura          | Martin Redlicki           | Roberto Maytín Jackson Withrow           | 6–2, 6–2              |
| 2.  | 25.09.2021 | Challenger de Ambato            | Tierra batida | Cristian Rodríguez        | Alejandro Gómez Thiago Agustín Tirante   | 6–3, 4–6, [10–3]      |
| 3.  | 09.10.2021 | Challenger de Santiago II       | Tierra batida | Nicolás Jarry             | Evan King Max Schnur                     | 6–3, 5–7, [10–6]      |
| 4.  | 22.01.2022 | Challenger de Concepción        | Tierra batida | Cristian Rodríguez        | Camilo Ugo Carabelli Francisco Cerúndolo | 6–2, 6-0              |
| 5.  | 29.01.2022 | Challenger de Santa Cruz        | Tierra batida | Cristian Rodríguez        | Andrej Martin Tristan-Samuel Weissborn   | 4–6, 6–3, [10–8]      |
| 6.  | 12.03.2022 | Challenger de Santiago          | Tierra batida | Cristian Rodríguez        | Pedro Cachín Facundo Mena                | 6-4, 6-4              |
| 7.  | 07.05.2022 | Challenger de Salvador de Bahía | Tierra batida | Cristian Rodríguez        | Orlando Luz Felipe Meligeni Alves        | 7–5, 6–1              |
| 8.  | 24.07.2022 | Challenger de Trieste           | Tierra batida | Cristian Rodríguez        | Marco Bortolotti Sergio Martos Gornes    | 4-6, 6-3, [10-5]      |
| 9.  | 18.03.2023 | Challenger de Viña del Mar      | Tierra batida | Cristian Rodríguez        | Luciano Darderi Andrea Vavassori         | 6-4, 7-6(5)           |
| 10. | 19.08.2023 | Challenger de Stanford          | Dura          | Cristian Rodríguez        | Julian Cash Henry Patten                 | 6–7(1–7), 6–4, [10–8] |
| 11. | 14.10.2023 | Challenger de Buenos Aires      | Tierra batida | Cristian Rodríguez        | Marcelo Zormann Fernando Romboli         | 6–3, 6–2              |
| 12. | 17.08.2024 | Challenger de Santo Domingo     | Tierra batida | Miguel Ángel Reyes-Varela | Sriram Balaji Fernando Romboli           | 6–7(2), 6–4, [18–16]  |
| 13. | 29.03.2025 | Challenger de Morelia           | Dura          | Gonzalo Escobar           | Marc-Andrea Hüsler Stefano Napolitano    | 6–4, 4–6, [10–3]      |